# Flamita
La flamita és un mineral de la classe dels silicats. El nom deriva de "flama" i fa referència a l'origen del mineral per un metamorfisme de combustió a alta temperatura provocat per la combustió de combustibles fòssils.

## Característiques
La flamita és un nesosilicat de fórmula química Ca8-x(Na,K)x(SiO₄)4-x(PO₄)x. Va ser aprovada com a espècie vàlida per l'Associació Mineralògica Internacional l'any 2013. Cristal·litza en el sistema ortoròmbic. La seva duresa a l'escala de Mohs és 5 a 5,5.
L'exemplar que va servir per a determinar l'espècie, el que es coneix com a material tipus, es troba conservat a les col·leccions del Museu geològic de Sibèria Central, a Novosibirsk (Rússia), amb el número de catàleg: xiii-341/1.

## Formació i jaciments
Va ser descoberta a Israel, concretament a la conca de l'Hatrurim, dins el consell regional de Tamar (Districte del Sud). Ha estat descrita en diferents indrets al llarg de la conca del riu al seu pas per Israel, així com a Jebel Harmun, al governorat de Quds (Cisjordània, Palestina). Aquests indrets són els únics de tot el planeta on ha estat descrita aquesta espècie mineral.